# Plagiochila guadelupensis
Plagiochila guadelupensis là một loài rêu trong họ Plagiochilaceae. Loài này được Gottsche ex Stephani mô tả khoa học đầu tiên năm 1905.
Danh pháp khoa học của loài này chưa được làm sáng tỏ. 